# Рока Кантерано
Рока Кантерано (итал. Rocca Canterano) је насеље у Италији у округу Рим, региону Лацио.
Према процени из 2011. у насељу је живело 179 становника. Насеље се налази на надморској висини од 737 м.

## Становништво
Према резултатима пописа становништва 2011. у општини је живело 207 становника.
| 1931. | 1936. | 1951. | 1961. | 1971. | 1981. | 1991. | 2001. | 2011. |
| ----- | ----- | ----- | ----- | ----- | ----- | ----- | ----- | ----- |
| 813   | 831   | 747   | 580   | 388   | 1.921 | 279   | 251   | 207   |